# Михаил Кутузов
Михаил Иларионович Голенишчев-Кутузов (на руски: Михаи́л Илларио́нович Голени́щев-Куту́зов, също светлейший князь Голенищев-Кутузов-Смоленский) е прославен руски пълководец, генерал-фелдмаршал (1812), княз (1812), герой от руската Отечествена война срещу Наполеонова Франция.

## Биография

### Ранна военна кариера
Кутузов е единствен син на сенатора генерал-поручик Иларион Матвеевич Голенишчев-Кутузов (1717 – 1784) и съпругата му (по баща Беклемишева). Общоприетата година на раждане на Михаил Кутузов, утвърдила се в литературата, е 1745 г., посочена и на гроба му. Формулярни списъци обаче от 1769, 1785 и 1791 г., както и частни писма, сочат 1747 г. 1747 г. е посочена като рождена за Кутузов и в негови по-късни биографии.
От 8-годишна възраст се обучава в дома на родителите си, а през юли 1759 г. постъпва в Дворянската артилерийска и инженерна школа (сега Военен инженерно-космически университет „А. Ф. Можайски“), където неговият баща преподава артилерийски науки.
През декември същата година Кутузов получава чин кондуктор I клас с назначаване на служба и заплата.
През февруари 1761 г. Михаил завършва школата и с чин инженер-прапоршчик е оставен да обучава нейните възпитаници по математика. След пет месеца става флигел-адютант на ревелския генерал-губернатор Голщейн-Бекски. Управлявайки канцеларията на Голщейн-Бекски, той бързо съумява да заслужи чин капитан през 1762 г. През същата година е назначен за командир на рота в Астраханския пехотен полк, който през това време е командван от полковник Александър Суворов.
От 1764 г. е в разпореждане на командващия руските войски в Полша генерал-поручик И. И. Веймарн и командва малки отреди, действащи срещу полските конфедерати.
През 1767 г. е привлечен за работа в Комисията за съставяне на нов кодекс – важен правен и философски документ, укрепващ основите на просветената монархия. Най-вероятно Михаил Кутузов е използван като секретар-преводач, тъй като в атестата му е записано: „говори и превежда доста изрядно от френски и немски, латински разбира“.

### Руско-турски войни
Огромно значение при изграждането на Кутузов като военачалник има бойният опит, натрупан от него в периода на руско-турските войни от втората половина на XVIII век под ръководството на пълководците П. А. Румянцев и А. В. Суворов.
През 1770 г. Кутузов е преведен в южната 1-ва армия на генерал-фелдмаршал П.А. Румянцев и взема участие в започналата през 1768 г. война с Турция като строеви и щабен офицер в сраженията при Ряба Могила, Ларг и Кахул. За отлично представяне в боевете е произведен в премиер-майор. На длъжността обер-квартирмайстор (началник-щаб) на корпуса се изявява като действен помощник на командира и за успехите в боя при Попещи през декември 1771 г. получава чин подполковник.
През 1772 г. се случва нещо, което според твърденията на съвременниците му оказва голямо влияние върху характера на Кутузов. В тесен другарски кръг 25-годишният Кутузов, умеещ да подражава походката, начина на говорене и навиците на други хора, си позволява да имитира главнокомандващия Румянцев. Фелдмаршалът разбира за това и Кутузов е преведен в строя, във 2-ра кримска армия под командването на княз Василий Михайлович Долгоруков-Кримски. Казват, че след това той изгражда в себе си сдържаност, става затворен и внимателен, научава се да скрива мислите и чувствата си, тоест придобива онези качества, които са характерни за дейността му като пълководец.
През юли 1774 г. в бой край село Шума (сега Кутузовка) на север от Алуща Кутузов, командващ батальон, бил тежко ранен от куршум, пробил лявата скула и навлязъл в дясното око, с което то завинаги ослепява. Императрица Екатерина II го награждава с военен орден „Свети Георги“ 4-ти клас и го изпраща на лечение зад граница, поемайки разходите. Кутузов употребява 2-те години лечение за усъвършенстване на военното си образование.
Завръща се в Русия и от 1776 г. отново постъпва на военна служба, като е назначен да формира части за леката кавалерия. През 1777 г. е произведен в чин полковник и назначен за командир на Луганския пикинерен полк, дислоциран в Азов. В Крим през 1783 г. е повишен в чин бригадир и назначен за командир на Мариуполския леко-кавалерийски полк. През ноември 1784 г. получава чин генерал-майор за успешното потушаване на въстанието в Крим. От 1785 г. е командир на сформирания от самия него Бугски егерски корпус. Командвайки корпуса и обучавайки егери, той разработва за тях нови тактически методи на борба и ги излага в специална инструкция. Кутузов прикрива с корпуса си границата по река Буг, когато започва втората война с Турция (1787 г.)
През лятото на 1788 г. взима участие с корпуса си в обсадата на Оджак, където през август 1788 г. повторно е тежко ранен в главата. Този път куршумът пробива бузата и излиза през основата на черепа. Михаил Кутузов оцелява и през 1789 г. поема ръководството на отделен корпус, с който завладява Акерман и щурмува Бендер.
През декември 1790 г. се проявява при превземането на град Измаил, където командва 6-а колона, атакуваща града. Суворов описва в донесението си действията на генерал Кутузов по следния начин:
Показвайки личен пример за храброст и безстрашие, той под силния огън на неприятеля преодоля всички срещнати трудности; премина през палисадите…, бързо се изкачи на вала на крепостта, овладя бастиона и много батареи… Генерал Кутузов беше на лявото ми крило, но беше дясната ми ръка.
След превземането на Измаил Кутузов е произведен в генерал-поручик, награден с орден „Свети Георги“ 3-та степен и назначен за комендант на тази крепост. Отразявайки опитите на турците да завладеят Измаил, на 16 юни 1791 г. с внезапен удар той разгромява 23-хилядната турска войска при Бабадаг. В Мачинското сражение през в юни 1791 г. под командването на княз Репнин Кутузов нанася съкрушителен удар по десния фланг на турските войски. За победата при Мачин Кутузов получава орден „Свети Георги“ 2-ра степен.
През 1792 г. Кутузов участва в руско-полската война като командир на корпус. На следващата година е изпратен като извънреден посланик в Османската империя, където решава в полза на Русия някои важни въпроси и значително подобрява двустранните отношения. Докато е в Константинопол, посещава султанската градина, което било забранено за мъже и се наказвало със смърт. Султан Селим III предпочел да не забелязва дързостта на посланика на могъщата Екатерина II.
През 1795 г. е назначен за главнокомандващ на всички сухопътни войски, флота и крепостите във Финландия, а заедно с това и за директор на Сухопътния кадетски корпус. Прави много за подобряване на подготовката на офицерските кадри; преподава тактика, военна история и други дисциплини. Екатерина II ежедневно го кани в компанията си, прекарва с него и последната вечер преди смъртта си.
За разлика от много други фаворити на императрицата, Кутузов съумява да опази поста си и при новия цар Павел I. През 1798 г. е произведен в ранг генерал от инфантерията (пехотата). През 1799 – 1801 г. е губернатор на Литва, а след възцаряването на Александър I е назначен за петербургски военен губернатор (1801 – 1802).
През 1802 г. изпада в немилост пред Александър I, снет е от длъжност и заживява в имението си, като продължава да се числи на действителна военна служба като командир на Псковския мускетарски полк.

### Война с Франция, 1805 г.
През 1804 г. Русия влиза в коалицията срещу Наполеон I и на следващата година руското правителство изпраща в Австрия 2 армии. За командващ на армия от тях е назначен Кутузов.
През август 1805 г. 50-хилядната руска армия под негово командване навлиза в Австрия. Австрийската армия не успява да се съедини с руските войски и е разгромена при Улм от Наполеон през октомври 1805 г. Армията на Кутузов е изправена срещу противник, който има значително числено превъзходство.
За да запази войската, Кутузов извършва през октомври 1805 г. марш-маньовър за отстъпление, като изминава 425 км от Браунау до Олмюц (сега Оломоуц). Нанася поражение на Мюра при Амщетен и на Мортие при Дюренщайн, за да изведе войските си от застрашаващото ги обкръжение. Този марш влиза в историята на военното изкуство като забележителен образец на стратегически маньовър. От Олмюц Кутузов възнамерява да отведе армията към руската граница, за да прегрупира силите си, и след пристигането на руските подкрепления и австрийската армия от Северна Италия да премине в контранастъпление.
Въпреки мнението на Кутузов и по настояване на императорите Александър I (на Русия) и Франц I (на Австрия), въодушевени от неголямото числено превъзходство над французите, съюзните армии минават в настъпление. На 20 ноември (2 декември нов стил) 1805 г. се провежда Битката при Аустерлиц, завършила с пълен разгром на руските и австрийските войски. Самият Кутузов е леко ранен от куршум в лицето и губи зет си граф Тизенхаузен. Александър, осъзнавайки вината си, не обвинява пряко Кутузов и дори през февруари 1806 г. го награждава с орден „Свети Владимир“ 1-ва степен, но никога не му прощава поражението, смятайки, че Кутузов преднамерено го е изложил. В писмо до сестра си от 18 септември 1812 г. Александър I показва истинското си отношение към пълководеца: „… какво стана при Аустерлиц заради лъжливия характер на Кутузов“.
През септември 1806 г. Кутузов е назначен за военен губернатор на Киев. През март 1808 г. Кутузов е изпратен като командир на корпус в руската армия в Молдова. Заради възникнали разногласия по въпросите за по-нататъшното водене на войната с главнокомандващия генерал-фелдмаршал Александър Прозоровски през юни 1809 г. Кутузов е назначен за военен губернатор на Литва.

### Война с Турция, 1811 г.
През 1811 г., когато войната с Турция попада в задънена улица, а външнополитическата обстановка изисква ефективни действия, Александър I назначава Кутузов за главнокомандващ на Молдовската армия на мястото на починалия Николай Каменски. В началото на април същата година Кутузов пристига в Букурещ и поема командването на армията, отслабена с няколко дивизии, отзовани за защита на западната граница. На цялата завоювана територия намира войска под 30 000 воини, с която трябва да се противопостави на 100 000 турци, разположени на Балканите.
В сражението при Русчук на 22 юни 1811 г. (руска войска от 15 – 20 000 души срещу 60 000 турци) той нанася на противника съкрушително поражение, положило начало на разгрома на турската армия. След това преднамерено изтегля армията си на левия бряг на Дунава, като кара противника в преследването да се откъсне от базите си. Кутузов блокира преминалата през Дунав при Слобозия част от турската армия и в началото на октомври изпраща корпуса на генерал Марков през Дунав, за да нападне останалите на южния бряг турци. Марков атакува неприятелската база, овладява я и с пленените турски оръдия взема под обстрел главния лагер на великия везир Ахмед ага през реката. Скоро в обкръжения лагер започват глад и болести, Ахмед ага скришом напуска армията, оставяйки за заместник Чабаноглу паша. На 23 ноември 1811 г. Чабаноглу се предава на Кутузов заедно с 35-хилядната си армия с 56 оръдия. Още преди капитулацията царят удостоява Кутузов с титлата граф на Руската империя. Турция е заставена да започне мирни преговори.
Въодушевени от руските победи, българите се надяват Русия да помогне за освобождаването им от османската власт. Тези надежди намират израз в писмото, написано от български емигранти в Букурещ и подписано от Софроний Врачански: „Просьба от всех находящих ся здесь болгар“.
Съсредоточавайки корпусите си към руските граници, Наполеон разчита, че съюзът със султана, който той сключва през пролетта на 1812 г., ще задържи руските сили на юг. Но на 16 май (4 май стар стил) 1812 г. в Букурещ Кутузов сключва мир, съгласно който Бесарабия, заедно с част от Молдова, се присъединява към Русия.
Това е голяма военна и дипломатическа победа за Русия, създаваща добра стратегическа обстановка за страната в началото на войната с Наполеон от 1812 г. След сключването на мира Дунавската армия е поверена на адмирал Павел Чичагов, а отзованият в Петербург Кутузов за известно време си почива.

### Отечествена война, 1812 г.
Генерал Кутузов е избран през юли 1812 г. за началник на Петербургското, а след това на Московското опълчение. В началния етап на Отечествената война 1-ва и 2-ра западни руски армии отстъпват под натиска на превъзхождащите ги сили на Наполеон. Това кара дворянството да иска назначаването на командващ, който да се ползва с доверието на руското общество.
Още преди руските войски да изоставят Смоленск, Александър I е принуден да назначи генерала от инфантерията Кутузов за главнокомандващ на всички руски армии и опълчения. 10 дни преди назначението царят удостоява на 29 юли Кутузов с титлата светейши княз. На 17 (29) август Кутузов приема армията от Михаил Барклай-де-Толи в Царево-Займишче – далечните покрайнини на Москва.
Голямото превъзходство на противника в сили и липсата на резерви принуждават Кутузов да отстъпва навътре в страната, следвайки стратегията на предшественика си. По-нататъшното отстъпление означава да се предаде Москва без бой, което е напълно немислимо от политическа и морална гледна точка.
След като получава незначителни подкрепления, Кутузов решава да даде на Наполеон генерално сражение – първото и единственото сражение в Отечествената война. Бородинската битка, която е сред най-големите битки в епохата на Наполеоновите войни, се провежда на 26 август (7 септември по нов стил). По време на битката руската армия нанася тежки загуби на френските войски, но предварителните разчети, извършени същата нощ, показват, че руснаците са изгубили почти половината от личния си състав. Оказва се, че балансът на силите се е променил в полза на Наполеон, който освен това има още резерви.
Кутузов се оттегля от Бородинската позиция, а след проведеното във Фили съвещание изоставя и Москва. Кутузов обосновава решението си така: „Като изоставим Москва, ще съхраним армията, ако загубим армията, ще изгубим и Москва, и Русия“. На 2 септември руските войски изоставят без бой Москва, а с тях заминава и половината от московското население (около 100 хиляди души). От първия ден на влизането на войските на Наполеон в Москва се разгарят пожари, които продължават 6 дена. Огънят унищожава около 75% от домовете, изгарят пазари, магазини, фабрики, пострадва и Кремъл.
Самият Наполеон счита, че опожаряването на града е по заповед на губернатора Ростопчин и директора на полицията на Москва. На подобно мнение е и руският историк Е. В. Тарле. Царят обаче смята, че руската армия се е представила достойно при Бородино, за което Кутузов е произведен на 30 август в звание генерал-фелдмаршал.
След оттеглянето от Москва Кутузов извършва скрит и образцов флангов маньовър, извеждайки армията в началото на октомври край село Тарутино. Оказвайки се южно и западно от Наполеон, Кутузов му препречва пътя за навлизане в южните райони на страната.
Претърпявайки неуспех при опитите да сключи мир с Русия, на 7 (19) октомври Наполеон се изтегля от Москва. Опитва се да достигне Смоленск по южния път през Калуга, където има запаси от продоволствие и фураж, но на 12 (24) октомври в сражение край Малоярославец е спрян от Кутузов и му се налага да отстъпи по разорения Смоленски път. Руските войски преминават в контранастъпление, което Кутузов организира така, че армията на Наполеон попада под фланговите удари на редовни и партизански отряди, като Кутузов избягва фронтално сражение с големи войски.
Благодарение на стратегията на Кутузов огромната наполеонова армия е почти напълно унищожена. Трябва да се подчертае, че победа е постигната с цената на умерени загуби за руската армия. Много руски военни историци критикуват Кутузов за нежеланието му да действа по-решително и настъпателно, че предпочита сигурната победа вместо гръмка слава. Според съвременниците му и историците княз Кутузов с никого не споделя плановете си, думите му пред публика често се разминават със заповедите му до армията, така че истинските мотиви за действията на прославения пълководец дават възможност за различни тълкувания. Но крайният резултат от дейността му е неоспорим – разгром на Наполеоновата войска в Русия. За тази своя победа Кутузов е удостоен с орден „Свети Георги“ 1-ва степен, с което става първият в историята на ордена пълен Георгиевски кавалер.
През януари 1813 г. руските войски преминават границата и в края на февруари достигат река Одер. През април 1813 г. войските излизат на река Елба. На 5 април главнокомандващият се простудява и е настанен в малкото силезийско градче Бунцлау (днес Болеславец в Полша). Александър I идва да се прости с много отслабналия фелдмаршал. Близо до постелята на Кутузов е и чиновникът Крупенников. Последният диалог на Кутузов с императора, чут от Крупенников и препредаден от хофмайстора Толстой, гласи: „Прости ми, Михаил Иларионович!“ – „Аз прощавам, господарю, но Русия това никога няма да ви го прости“. На следващия ден, 16 (28) април 1813 г., княз Кутузов умира. Тялото му е балсамирано и отправено в Петербург, където е погребано в Казанския събор.
Царят запазва за жената на Кутузов пълната заплата на нейния съпруг, а през 1814 г. разпорежда на тогавашния министър на финансите Дмитрий Гуриев да изплати над 300 хиляди рубли за погасяване на дълговете на семейството на пълководеца.

## Род и семейство на Кутузов
Дворянският род Голенишчеви-Кутузови води произхода си от някой си Гаврил, заселил се по Новгородските земи по времето на Александър Невски (средата на XIII век). Сред потомците му през XV век е Фьодор с прякор Кутуз, а негов племенник е Василий с прякор Голенишче. Синовете на последния започват да се наричат Голенишчеви-Кутузови и са назначени на царска служба. Дядото на М. И. Кутузов достига по време на службата си едва до чин капитан, баща му – до генерал-поручик, а Михаил Иларионович получава потомствена княжеска титла.
Съпругата му Екатерина Илинична (1754 – 1824) е дъщеря на генерал-поручик Иля Александрович Бибиков. Омъжва се за 30-годишния полковник Кутузов през 1778 г. и му ражда 5 дъщери (единственият син Николай умира още като бебе). Дъщерите на Кутузов са Прасковя, Анна, Елизавета, Екатерина и Дария. Първите съпрузи на Елизавета и Екатерина загиват, сражавайки се под командването на Кутузов. Тъй като фелдмаршалът не оставя потомство по мъжка линия, фамилното име Голенишчев-Кутузов през 1859 г. е предадено на внука му генерал-майор П. М. Толстой – син на Прасковя.

## Награди
- Орден на Светия апостол Андрей Първозвани (1800 г.) с диаманти (12 декември 1812)
- М. И. Кутузов става първият от 4-та пълни Георгиевски кавалери за цялата история на ордена
  - Орден „Свети Георги“ 1-ва степен с голям кръст (12 декември 1812, №10) „за поражение и изгонване на неприятеля от пределите на Русия през 1812 г.“
  - Орден „Свети Георги“ 2-ра степен (18 март 1792, №28) „в уважение на усърдната му служба, храбрите и мъжествени подвизи, с които той се отличава в сражението при Мачин и за разбиването от войските руски под командването на генерала княз Н. В. Репнин на многочислената турска армия“
  - Орден „Свети Георги“ 3-та степен (25 март 1791, №77) „в уважение на усърдната му служба и отлична храброст, показани при превземането на града и крепостта Измаил с изтребването на намиращата се там турска армия“
  - Орден „Свети Георги“ 4-та степен (26 ноември 1775, №222) „за мъжество и храброст, показание при атаката на турските войски, извършили десант на Кримския бряг при Алуща. Бидейки изпратен да завладения неприятелския ретранжамент, към който водел своя батальон с такава неустрашимост, че многочисленият неприятел се спасявал с бягство, и където той получил твърде опасна рана“
- Златно оръжие „За храброст“ (Златна шпага с диаманти) и лаври (16 октомври 1812) – за сражението при Тарутино
- Орден "Свети Владимир 1-ва степен (1806) – за боеве с французите през 1805 г., 2-ра степен (1787) – за успешно формиране на корпус;
- Орден „Свети Александър Невски“ (1790) – за боеве с турците
- Орден "Света Ана 1-ѝ ст. (1789) – за бой с турците край Очаков
- Голям кръст на Йоан Йерусалимски (Малтийски кръст) (1799)
- Австрийски военен орден „Мария Тереза“ 1-ва степен (1805)
- Пруски орден „Червен орел“ 1-ва степен
- Пруски орден "Черен орел (1813)
- Холщайнски орден „Св. Ана“ (1789)

## Памет
В памет на славните победи над армията на Наполеон в чест на М. И. Кутузов са издигнати множество паметници, сред които:
- 1815 – в Бунцлау, по разпореждане на пруския крал
- 1837 – в Санкт Петербург, пред Казанския събор, скулптор Борис Орловски
- 1912 – обелиск на Бородинското поле, в село Горки, архитект Павел Воронцов-Веляминов
- 1953 – в Калининград, скулптор Я. Лукашевич (през 1997 пренесен в гр. Правдинск (бивш Фридланд), Калининградска обл.);
- 1954 – в Смоленск, в подножието на Съборния хълм; автор – скулпторът Георгий Мотовилов
- 1973] – в Москва в музей-панорамата „Бородинска битка“, скулптор Николай Томски
- По време на Втората световна война в Съветския съюз е учреден орден „Кутузов“ 1-ва, 2-ра (29 юли 1942 г.) и 3-та (8 февруари 1943 г.) степени. С тях са наградени около 7 хиляди души и цели воински части
- В чест на М. И. Кутузов, с името му е наречен един от крайцерите на руския военноморски флот
- Александър Пушкин през 1831 г. посвещава на пълководеца стихотворението „Перед гробницею святой“
- На генерал Михаил Кутузов е наречена улица в квартал „Гърдова глава“ в София (Карта)